# 玛格丽·弗莱
莎拉·玛格丽·弗莱JP，是英国监狱改革家，也是首批成为裁判官的女性。曾担任霍华德刑法改革联盟秘书和牛津大學薩默維爾學院院长。

## 早期生活
她出生於1874年倫敦，是貴格會愛德華·弗萊爵士法官和瑪麗亞貝拉·霍奇金（Mariabella Hodgkin，1833-1930）之女。其兄弟姐妹包括社会改革家瓊·瑪麗·弗萊、布卢姆茨伯里派的罗杰·弗莱、传记作家和苔藓学家艾格尼丝·弗莱、和平主义者安娜·露丝·弗莱。
她在家讀書，直到十七岁就读于位于布赖顿的羅丁中學。1894年前往牛津大學薩默維爾學院学数学。毕业后回家，但又回到薩默維爾學院當图书管理员。
1904年，成为伯明翰大学新女子宿舍舍监，年薪60英镑。她在那遇到了教育家兼救援人员玛乔丽·拉克，成为了终生朋友。
1913年，她叔叔约瑟夫·斯托尔斯·弗莱（Joseph Storrs Fry）去世，给她留下了足够财产让她于次年辞去伯明翰职位。 1915年，她協助貴格會在馬恩戰區和法國其它地區組織救援工作。

## 对刑法改革的信念
第一次世界大战后，她与她哥罗杰·弗莱一起住，开始参与监狱改革工作直到生命的尽头。
1918年，她成为刑法改革联盟的秘书，该联盟于1921年与霍华德协会合并，成立霍華德刑法改革聯盟；1926年之前，她一直担任联合组织秘书。
1919年，她被任命英國大學教育資助委員會成员一直到1948年。
1921年，她被任命裁判官，是英国首批女性裁判官。
1922年，她被任命霍洛威监狱（伦敦女子监狱）的教育顾问。从1921年霍华德刑法改革联盟成立到1926年，她一直担任霍华德刑法改革联盟的主任。 1926年至1929年间，她还担任联盟理事会主席。
她也因反对死刑和支持对犯罪受害者进行赔偿而闻名。

## 学术
她在牛津大学萨默维尔学院学数学。後來，她是萨默维尔的图书管理员（1899-1904年）。1904年，她又成为伯明翰大学女子宿舍的舍监。

1926年至1930年，她更担任萨默维尔学院的院长。她的任命被誉为：
（结合）智力卓越、出色的口才、学术经验以及该职位所要求的性格力量和同情心。
[combining] intellectual distinction, a fine eloquence, and academic experience with the force of character and sympathy which the post demands.
牛津大學薩默維爾學院研究生宿舍（中央公共休息室，MCR）以她命名，即“Margery Fry House”。
薩默維爾學院圖書館收藏了她的信件和论文。

## 其它
她还曾于1937年至1938年担任英国广播公司董事，并从1942年开始参加大脑信托基金系列活动
弗莱住房信托基金（Fry Housing Trust）在1959年成立用作纪念她。
1990年，慈善機構霍華德聯盟为纪念她设立了玛格丽·弗莱奖。
在1940年代到1950年代，她和妹妹安娜·露丝·弗莱一起住在W11克拉倫頓路一栋乔治亚风格房子，周围都是从世界各地收集来的珍宝。他们偶尔会在那里为当地的孩子们举办神奇茶会。